# Antioch (Illinois)
Antioch è un comune degli Stati Uniti d'America, situato in Illinois, nella Contea di Lake.